# Сербська демократична партія
Сербська демократична партія (серб. Српска демократска Странка — СДС) — партія, що діє в Республіці Сербській (Боснія і Герцеговина).

## Історія
Партію було засновано 1990 року як представництво сербів на території Хорватії та Боснії і Герцеговини. Первісно партія виступала за мирне співіснування народів Боснії і Герцеговини, але після початку активної фази розпаду Югославії почала активно виступати за створення незалежної сербської держави на території Боснії і Герцеговини. Нині партія позиціонує себе як творця Республіки Сербської волею сербів Боснії і Герцеговини.
На перших багатопартійних виборах 1990 року партія здобула 71 місце у Скупщині Боснії і Герцеговини з 240. Згодом партія розділилась на дві частини — СДП в Республіці Сербській та СДП в Республіці Сербська Країна (після операції «Буря» 1995 року Республіка Сербська Країна припинила своє існування). СДП активно брала участь у Боснійській війні та здійснювала управління Республікою Сербською.
У 1991–1998 та у 2001–2006 роках партія перебувала при владі в Республіці Сербській. Президентами останньої від СДП були: Радован Караджич (1992–1996), Біляна Плавшич (1996–1998), Мірко Шарович (2000–2002), Драган Чавич (2002–2006); прем'єр-міністрами: Бранко Джерич (1992–1993), Владимир Лукич (1993–1994), Душан Кожич (1994–1995), Райко Касагич (1995–1996), Гойко Кличкович (1996–1998) і Перо Букейлович (2005–2006). Нині партія дотримується національно-консервативних позицій та виступає за надання Республіці Сербській незалежності (узявши за приклад проголошення незалежності Косово 2008 року).
На останніх парламентських виборах 3 жовтня 2010 року партія здобула 137 843 голоси і 4 депутатські мандати в Палаті представників Парламентської Скупщини Боснії і Герцеговини — 22,19 % голосів від загальної кількості виборців у Республіці Сербській. На президентських виборах, які пройшли одночасно з парламентськими, представник партії Младен Іванич посів друге місце за сербським списком, отримавши 285 927 (47,3 %) голосів. Партія також набрала 120 136 (18,97 %) голосів і 18 із 83 депутатських мандатів на виборах до Народної Скупщини Республіки Сербської.